# Ассирійці у Вірменії
Ассирійці у Вірменії (вірм. Ասորիներ, Asoriner) — третя за чисельністю національна меншина у Вірменії. Згідно з офіційним переписом населення, станом на 2001 рік у Вірменії проживало 3,409 ассирійців. Вірменія є Батьківщиною для останніх общин ассирійців на Кавказі. До розпаду СРСР у країні жило блищько 6,000 ассирійців, але у зв'язку зі скрутним економічним становищем багато ассирійців були вимушені емігрувати до Росії, насамперед до Москви та Казані.

## Історія
На території Вірменії сучасні ассирійці вперше опинилися після російсько-перської війни 1826—1828 років, коли влада дозволила активним прихильникам Росії (вірменам і ассирійцям з району озера Урмія) переселитися на територію Російської імперії. У Вірменії ассирійці складють більшість у трьох селах: Верін Двін, Дімітров (обидва марз Арарат) та Арзні (марз Котайк).

## Сучасність
Традиційне заняття ассирійців Вірменії — землеробство, садівництво, виноградарство, в Ірані, Туреччині, Сирії та Іраку превалює відгінне скотарство, в Росії — ремесла. У Вірменії значний прошарок складає також інтелігенція, в тому числі чиновницький клас. Відзначена в цілому висока ступінь інтегрованості.
Досить високим є відсоток змішаних ассирійської-вірменських шлюбів. Причому, це явище часто відзначається не тільки у Вірменії, але і в діаспорі, де сусідять вірменські й ассирійські громади.